# Stella Alpina
Pour les articles homonymes, voir Alpina.
 (mars 2017).
Si vous disposez d'ouvrages ou d'articles de référence ou si vous connaissez des sites web de qualité traitant du thème abordé ici, merci de compléter l'article en donnant les références utiles à sa vérifiabilité et en les liant à la section « Notes et références ».
La Stella alpina (SA, en français « edelweiss ») est un parti politique régionaliste valdôtain, fondé en 2001, de type centriste.

## Historique
Fondée en 2001, Stella Alpina reçoit 19,8 % des voix aux élections régionales de 2003 et obtient sept conseillers dans une liste avec la Fédération autonomiste, dont les trois conseillers se sépareront par la suite.
Au début SA est un parti d’opposition au gouvernement régional, formé par l’Union valdôtaine et la Gauche valdôtaine, mais, à la suite d'accords entre ce dernier parti et les mouvements autonomistes, SA et Fédération rentrent dans la majorité, la première avec le candidat député Marc Viérin, la seconde avec Leonardo La Torre.
Aux élections politiques de 2006, SA forme avec l’Union valdôtaine et la Fédération autonomiste la coalition Vallée d’Aoste Autonomie Progrès Fédéralisme, qui subit une défaite face à la coalition de gauche Autonomie Liberté Démocratie (Gauche valdôtaine, la Margherita, Vallée d'Aoste Vive et la petite coalition de gauche Arcobaleno). Par conséquent, elle ne peut proposer aucun candidat ni député ni sénateur du collège uninominal de la Vallée-d’Aoste.
Stella Alpina est alliée à l’Union valdôtaine au sein du Conseil de la Vallée, où elle est représentée par 4 conseillers (sur 35) à la suite des élections régionales de 2008.
Au niveau national, SA est alliée avec les centristes de l’Union des démocrates chrétiens et du centre (UDC) et se proclame autonomiste et centriste. Elle a comme finalité la tutelle et le renforcement de l’autonomie spécifique de la Vallée, dans un État italien unitaire et dans la perspective d’une vraie Europe des peuples, dans le sillon de ses racines chrétiennes, où trouvent leur espace les minorités ethniques et linguistiques.
Lors des élections générales italiennes de 2013, elle présente comme candidat commun à la Chambre des députés son secrétaire Rudi Marguerettaz, avec le soutien de l'Union valdôtaine et de la Fédération autonomiste, sur une liste dite « Vallée d'Aoste ». Il est élu de justesse.
Lors des élections régionales de 2013, SA obtient cinq conseillers (sur 35) et permet à l'alliance qu'elle forme avec l'Union valdôtaine de remporter de justesse la majorité du Conseil de la Vallée. Sur sa liste figuraient deux candidates de la Ligue du Nord. 
Lors des élections générales italiennes de 2018, SA soutient deux candidats qui se présentent sous le slogan électoral « Per tutti, pour tous e pe tcheut » , Giampaolo Marcoz et Luisa Trione, comme alternative à la coalition Vallée d'Aoste, tradition et progrès, avec l'appui d'ALPE et d'Area civica-Pour notre vallée. Deux mois plus tard, lors des élections régionales, l'alliance Stella Alpina-Area civica-Pour notre vallée termine en troisième position avec 10,66 % des voix et obtient quatre sièges de conseillers. Stella Alpina décide de rejoindre le gouvernement de coalition dirigé par Nicoletta Spelgatti (it), de la Ligue du Nord, dans lequel Stefano Borrello est assesseur chargé des travaux publics.